# Ypirangathemis calverti
Ypirangathemis calverti är en trollsländeart som beskrevs av Santos 1945. Ypirangathemis calverti ingår i släktet Ypirangathemis och familjen segeltrollsländor. Inga underarter finns listade i Catalogue of Life.